# Rizzardo Carboni
Rizzardo Carboni (Milano, 1684 – Brescia, 8 aprile 1754) è stato uno scultore, intagliatore ed ebanista italiano.

## Biografia
Era figlio di Giovanni Battista, nota famiglia di ebanisti e scultori milanesi, trasferitosi a Brescia agli inizi del Settecento. Sposò Paola Panteghini dalla quale nacquero tre figli: Bernardino, Domenico e Giovan Battista che seguirono le orme del padre.
Fu attivo soprattutto nel bresciano e nelle provincie confinanti.

## Opere
- 1722 – Ancona lignea per la chiesa parrocchiale di Pavone del Mella
- 1729 – Altare di San Bartolomeo della collegiata dei Santi Nazaro e Celso di Brescia
- 1740 – Cantorie della chiesa SS. Pietro e Paolo di Azzano Mella[1]
- 1742 – Pulpito della chiesa prepositurale di Sant'Erasmo di Castel Goffredo
- 1744 – Crocefisso del pulpito nel duomo nuovo di Brescia
- 1744 – Coro ligneo della chiesa di San Zeno al Foro di Brescia (attribuito)
- 1744 – Pulpito della chiesa parrocchiale di Casalmoro (attribuito)
- 1749 – Sei confessionali lignei della chiesa prepositurale di Sant'Erasmo di Castel Goffredo